# Contea di Aversa
La contea di Aversa costituì una dominazione feudale dell'Italia meridionale.
È stata considerata per secoli la prima contea normanna nella penisola italiana, benché ricerche più recenti suggeriscano che tale primato spetti invece alla contea di Ariano, ufficialmente riconosciuta dall'imperatore Enrico II fin dal 1022.

## Storia
Aversa fu fondata ufficialmente nel 1029 da Rainulfo Drengot, che ne divenne primo conte, su investitura prima di Sergio IV, duca di Napoli e poi dell'imperatore Corrado II. Dodici furono i conti normanni che ressero le sorti della città di Aversa, che da piccolo borgo, grazie alla politica di asilo iniziata da Rainulfo, divenne una piccola capitale, da dove partirono le conquiste normanne dell'Italia Meridionale. Il più importante dei conti fu senza dubbio Riccardo Drengot, l'unico che seppe tener testa a Roberto il Guiscardo.
E fu proprio il conte aversano a condurre, nella battaglia contro le truppe pontificie a Civitella del Fortore i normanni alla vittoria, imprigionando lo stesso papa Leone IX. L'astuto Riccardo I però non trattò il pontefice da prigioniero, ma lo scortò a Roma con tutti gli onori. Questo gesto gli valse la conciliazione con la Chiesa, la cancellazione della scomunica, e l'investitura di Aversa a Diocesi.
Nel 1058 Riccardo conquistò il Principato di Capua e quindi, da quel momento il titolo di Conte d'Aversa fu ricompreso tra quelli spettanti ai Principi di Capua.

### Lista dei conti di Aversa
- 1029-1045: Rainulfo I d'Aversa;
- 1045-1045: Asclettino d'Aversa, detto il Conte giovane;
- 1045-1046: Rodolfo Cappello, designato da Guaimario IV di Salerno;
- 1046-1047: Rainulfo II d'Aversa detto Trincanotte, rispettivamente cugino e nipote dei suoi predecessori Asclettino e Rainulfo;
- 1047-1049: Ermanno di Aversa, il suo tutore: Guglielmo Bellabocca Tancredi, usurpò il trono nel 1048 ma morì lo stesso anno, dal 1049 tutore di Ermanno divenne Riccardo I, che subito dopo gli successe;
- 1049-1078: Riccardo I di Aversa fu anche Principe di Capua (1058-1078) e Duca di Gaeta (1063).